# 迪耶斯
迪耶斯（法語：Diesse，法語發音：[djɛs]）是瑞士伯恩州的一个旧市镇，总面积为9.44平方千米，截至2011年12月总人口为838人。2014年1月1日，迪耶斯与市镇朗班和普雷勒合并为新市镇普拉托德迪耶斯。